# Grezzo
A Grezzo Co. Ltd. (株式会社グレッゾ, Kabushiki Gaisha Gurezzo) é uma desenvolvedora japonesa de jogos eletrônicos sediada em Tóquio. Ela foi fundada em dezembro de 2006. O nome da empresa é tirada da frase em italiana "Diamante grezzo", que significa "diamante bruto", significando que "ideias brutas precisam ser polidas para se transformarem em conteúdos de diamante". Seu presidente desde abril de 2007 é Koichi Ishii.

## Jogos
| Ano  | Título                                               | Plataforma(s)   | Nota                                        |
| ---- | ---------------------------------------------------- | --------------- | ------------------------------------------- |
| 2010 | Line Attack Heroes                                   | Wii             |                                             |
| 2011 | The Legend of Zelda: Ocarina of Time 3D              | Nintendo 3DS    |                                             |
| 2011 | The Legend of Zelda: Four Swords Anniversary Edition | Nintendo DSi    | Conversão para o DSiWare                    |
| 2013 | StreetPass Garden                                    | Nintendo 3DS    |                                             |
| 2015 | The Legend of Legacy                                 | Nintendo 3DS    | Co-desenvolvido com a Cattle Call e Furyu   |
| 2015 | The Legend of Zelda: Majora's Mask 3D                | Nintendo 3DS    |                                             |
| 2015 | The Legend of Zelda: Tri Force Heroes                | Nintendo 3DS    | Co-desenvolvido com a Nintendo EPD          |
| 2017 | The Alliance Alive                                   | Nintendo 3DS    | Co-desenvolvido com a Cattle Call e Furyu   |
| 2017 | Ever Oasis                                           | Nintendo 3DS    |                                             |
| 2018 | Luigi's Mansion                                      | Nintendo 3DS    | Conversão                                   |
| 2019 | The Legend of Zelda: Link's Awakening                | Nintendo Switch |                                             |
| 2021 | Miitopia                                             | Nintendo Switch | Planejamento e desenvolvimento da conversão |
| 2024 | The Legend of Zelda: Echoes of Wisdom                | Nintendo Switch |                                             |